# Grabine
Grabine (polnisch Grabina, 1936–1945 deutsch Gershain) ist eine Ortschaft in der Gemeinde Zülz (Biała) im Powiat Prudnicki (Kreis Neustadt O.S.) in der polnischen Woiwodschaft Oppeln.

## Geographie

### Geographische Lage
Das Straßendorf Grabine liegt im Süden der historischen Region Oberschlesien. Der Ort liegt etwa fünf Kilometer nördlich des Gemeindesitzes Zülz, etwa 14 Kilometer nördlich der Kreisstadt Prudnik und etwa 33 Kilometer südlich der Woiwodschaftshauptstadt Opole.
Grabine liegt in der Nizina Śląska (Schlesische Tiefebene) innerhalb der Kotlina Raciborska (Ratiborer Becken) hin zur Równina Niemodlińska (Falkenberger Ebene). Westlich des Ortes fließt die Ścinawka (Piechotzütz Wasser), ein linker Zufluss des Zülzer Wasser.

### Ortsteil
Ortsteil von Grabine ist die Kolonie Gershain (Kolonia Otocka).

### Nachbarorte
Nachbarorte von Grabine sind im Westen der Weiler Kolonia Otocka (Kolonie Ottok), im Nordwesten Puszyna (Puschine), im Norden Piechocice (Piechotzutz), im Osten Kolonia Ligocka (Kolonie Ellguth), im Süden Ottok (Otoki) und Schmitsch (Śmicz) und im Südwesten Podlesie (Waldeck) und Pleśnica (Plieschnitz).

## Geschichte

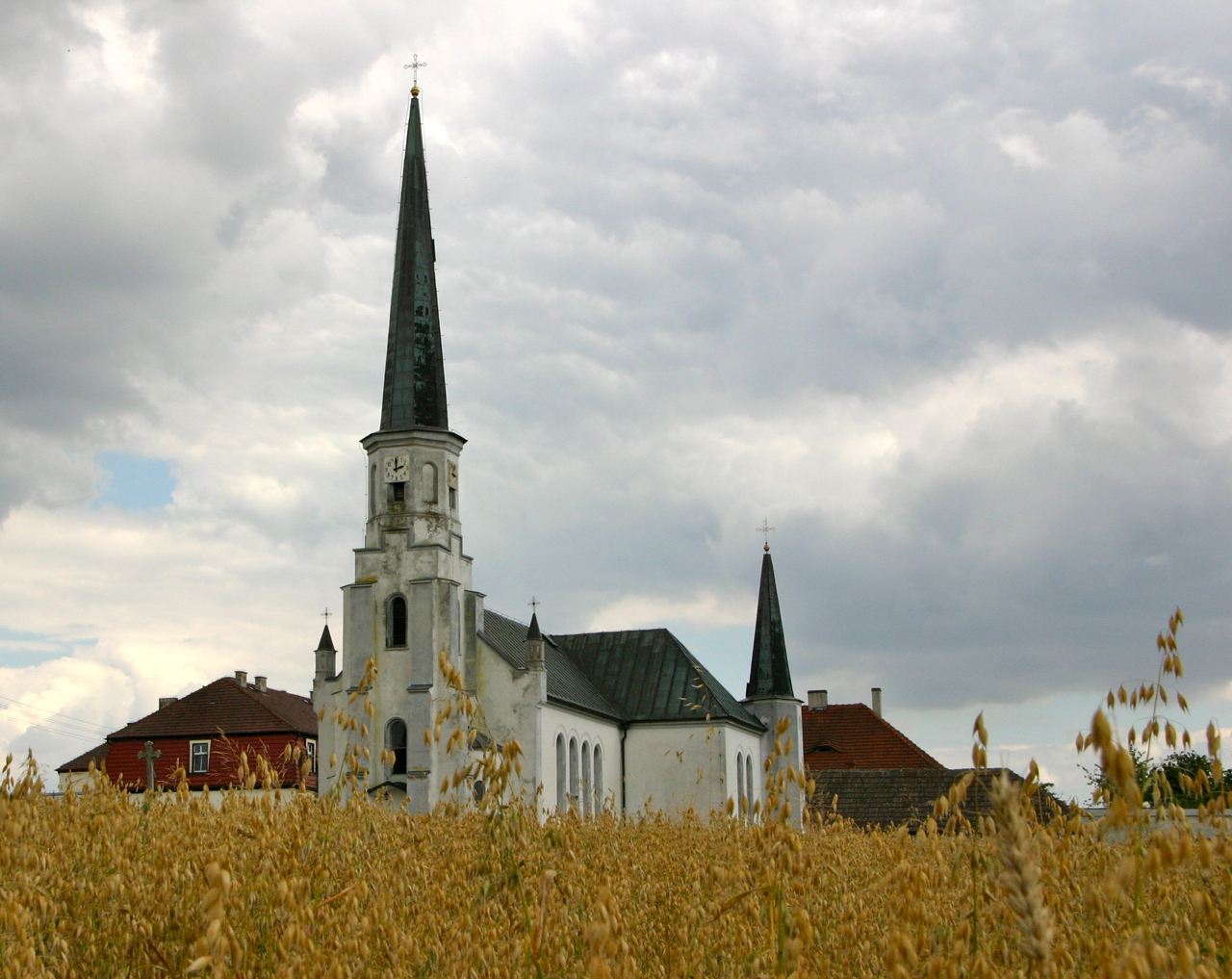
Maria-vom-Berg-Karmel-Kirche

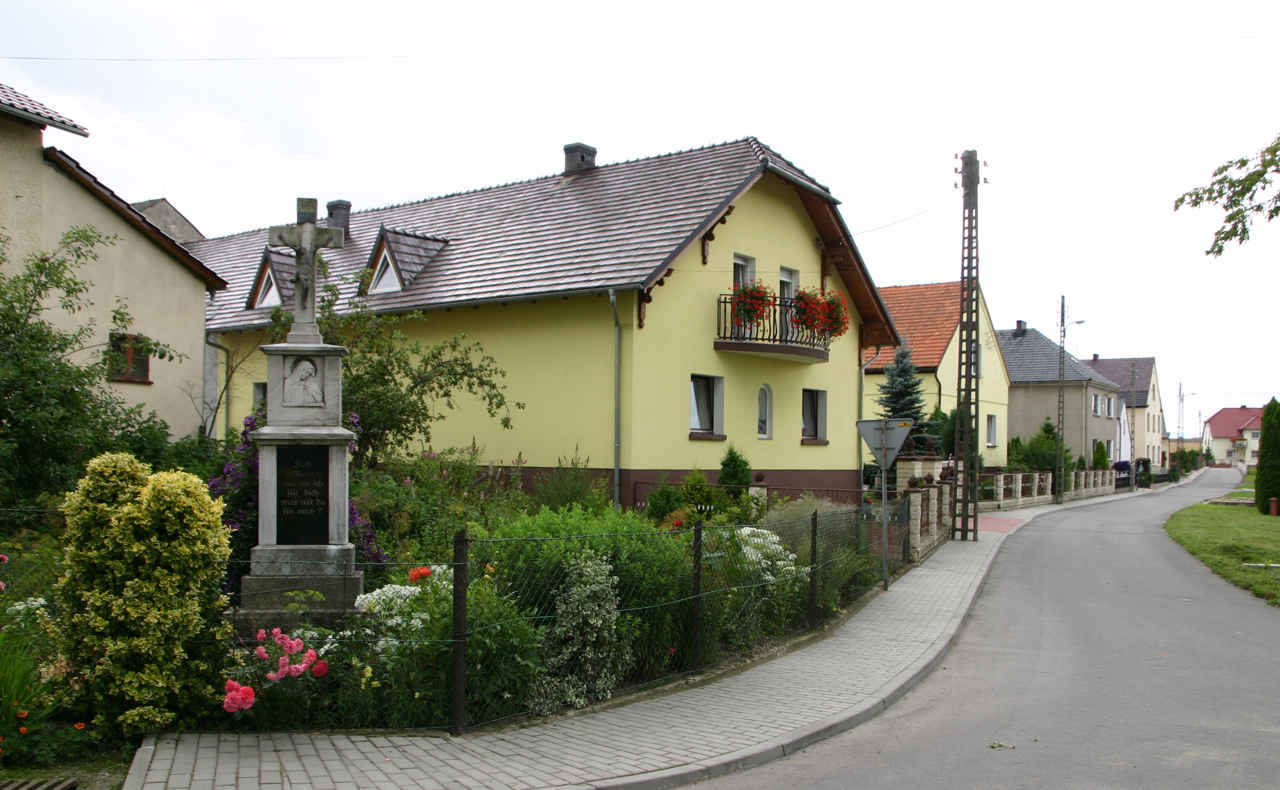
Ortsbild mit Wegkreuz

Der Ort wurde in der ersten Hälfte des 13. Jahrhunderts gegründet und 1279 erstmals urkundlich erwähnt.
Nach dem Ersten Schlesischen Krieg 1742 gelangte Grabine  mit dem größten Teil Schlesiens an Preußen.
Nach der Neuorganisation der Provinz Schlesien gehörte die Landgemeinde Grabine  ab 1816 zum Landkreis Neustadt O.S. im Regierungsbezirk Oppeln. 1845 wurde die erste Schule im Ort eröffnet. 1845 bestanden im Dorf ein herrschaftliches Jägerhaus, eine Schule sowie 73 weitere Häuser. Im gleichen Jahr lebten in Grabine 368 Menschen, allesamt katholisch. 1855 lebten 547 in Grabine. 1865 bestanden im Ort 29 Gärtnerstellen und 54 Häuslerstellen. Die katholische Schule wurde im gleichen Jahr von 122 Schülern besucht. 1874 wurde der Amtsbezirk Zülz-Land gegründet, welcher aus den Landgemeinden Altstadt, Grabine, Groß Pramsen, Ottok, Schönowitz und Waschelwitz bestand. 1885 zählte Grabine 707 Einwohner.
Bei der Volksabstimmung in Oberschlesien am 20. März 1921 lag Grabine außerhalb des Abstimmungsgebietes. 1933 lebten im Ort 798 Einwohner. Am 15. Juni 1936 wurde der Ort in Gershain umbenannt. 1939 hatte Gershain 722 Einwohner. Bis 1945 befand sich der Ort im Landkreis Neustadt O.S.
1945 kam der bisher deutsche Ort unter polnische Verwaltung und wurde in Grabina umbenannt und der Woiwodschaft Schlesien angeschlossen. 1950 kam der Ort zur Woiwodschaft Oppeln und seit 1999 gehört er zum Powiat Prudnicki. Am 6. März 2006 wurde in der Gemeinde Zülz, der Grabine angehört, Deutsch als zweite Amtssprache eingeführt. Am 24. November 2008 erhielt der Ort zusätzlich den amtlichen deutschen Ortsnamen Grabine.

## Sehenswürdigkeiten und Denkmale

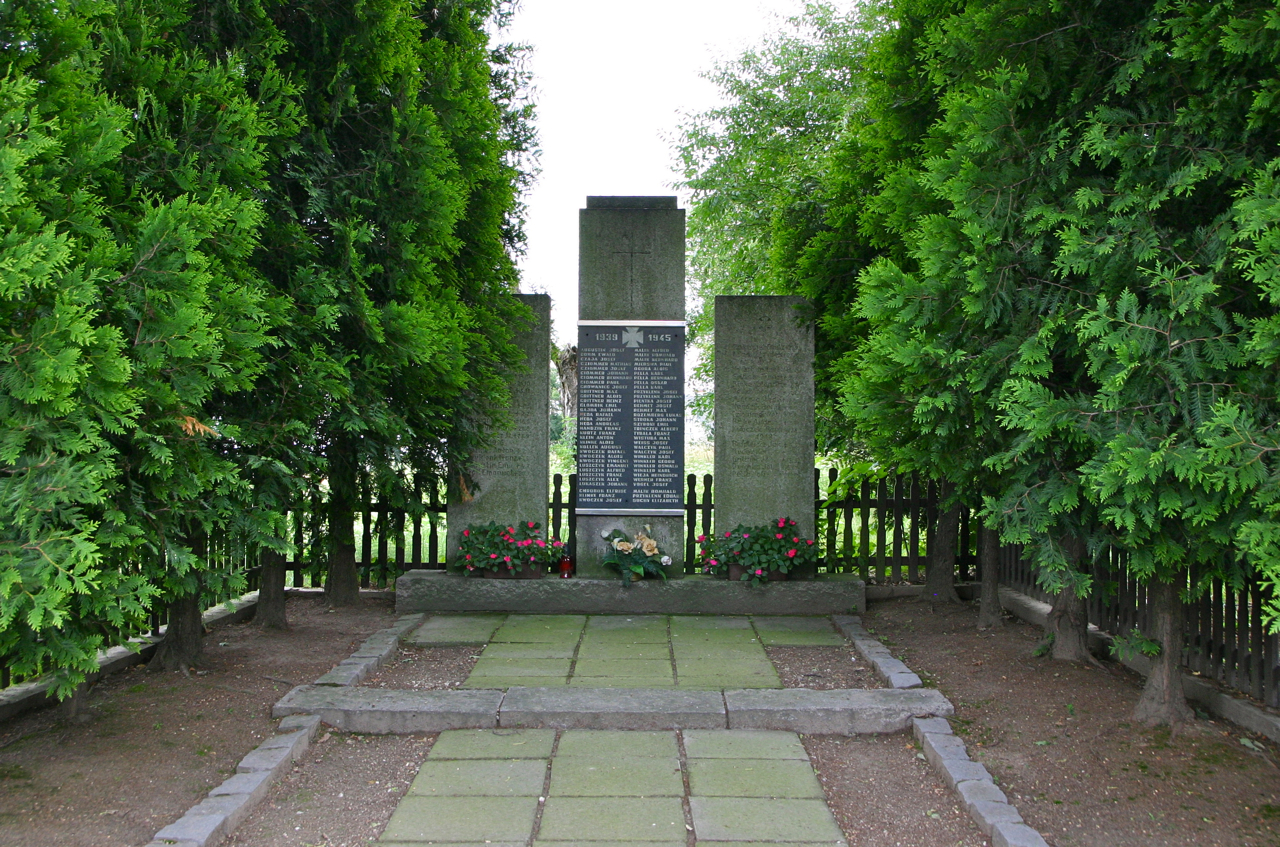
Gefallenendenkmal

- Die römisch-katholische Maria-vom-Berg-Karmel-Kirche (poln. Kościół Matki Boskiej Szkaplerznej) wurde 1861 erbaut.[8]
- Steinerne Wegekapelle im barocken Stil
- Denkmal für die Gefallenen beider Weltkriege
- Wegkreuze

## Vereine
- Fußballverein  LZS Grabina-Puszyna
- Freiwillige Feuerwehr OPS Grabina

## Persönlichkeiten
- Karol Koziolek (1856–1938), römisch-katholischer Priester und Aktivist, 1897–1934 Priester in Grabine